# Alice Brown (écrivaine)
Pour les articles homonymes, voir Alice Brown et Brown.
Alice Brown, née le 5 décembre 1857 ou 1856 à Hampton Falls dans l'État du New Hampshire et morte le 21 juin 1948 à Boston dans l'État du Massachusetts, est une romancière, nouvelliste, poète, dramaturge et biographe américaine. Elle est avec Sarah Orne Jewett, Rose Terry Cooke et Mary Eleanor Wilkins Freeman, une auteure majeure de la littérature appartenant au mouvement américain dit de « Local Colour ». 

## Biographie

### Jeunesse et formation

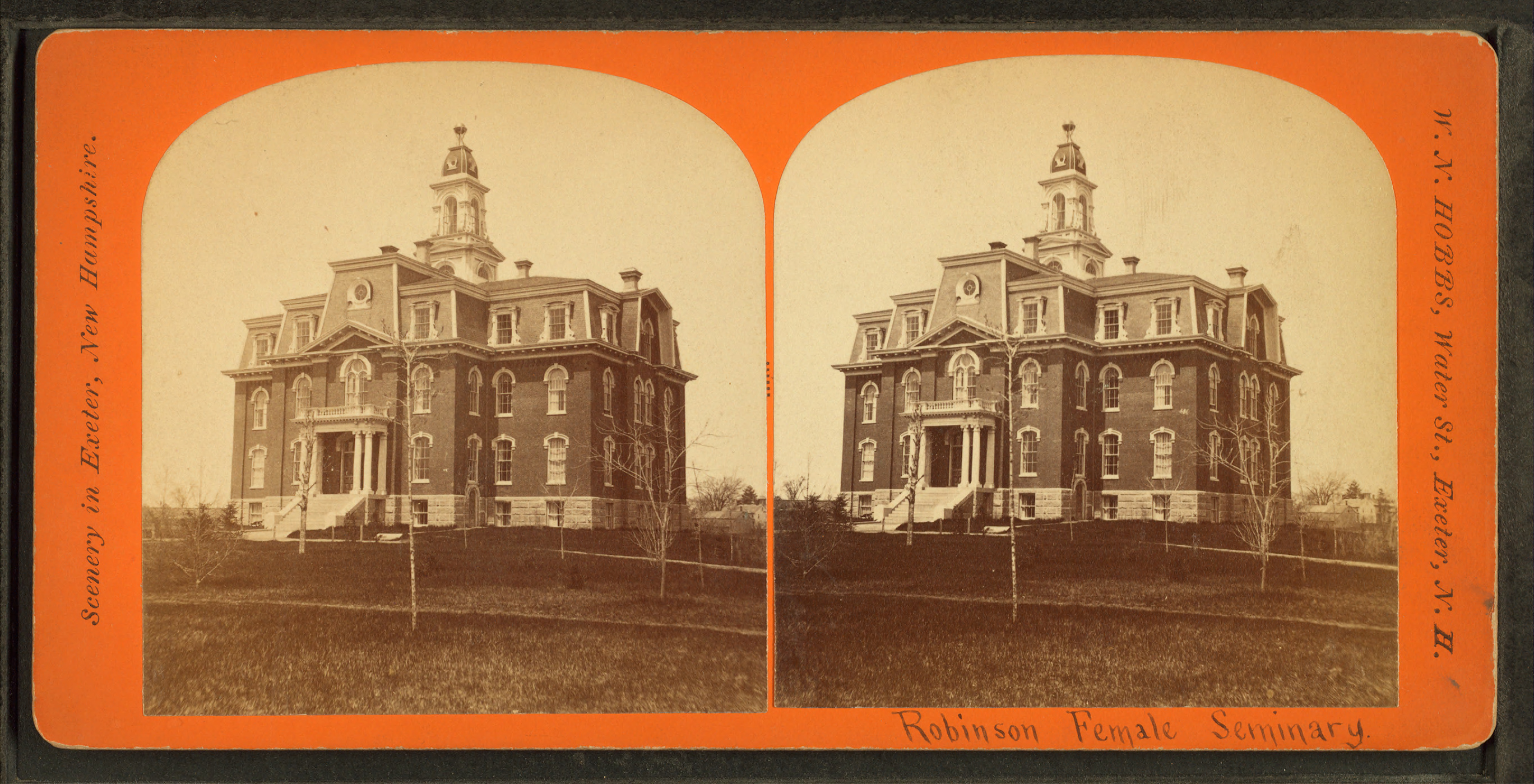
Robinson Female Seminary

Alice Brown est la plus jeune des deux enfants de Levi Brown et de Elizabeth Lucas Robinson Brown et leur seule fille. Son père est le petit fils d'une amérindienne, Judith Runnels à qui il ressemble beaucoup. Les ancêtres d'Alice Brown font partie des premières familles implantées dans la Nouvelle Angleterre.  Elle passe son enfance au sein de la ferme familiale à proximité de l'océan. Après sa scolarité secondaire, elle est admise au séminaire féminin, le Robinson Female Seminary d'Exeter, située à quatre miles du domicile, qu’elle fait à pied deux fois par jour, sauf en hiver quand le temps ne le permet pas ; elle en sort diplômée en 1876,,,.

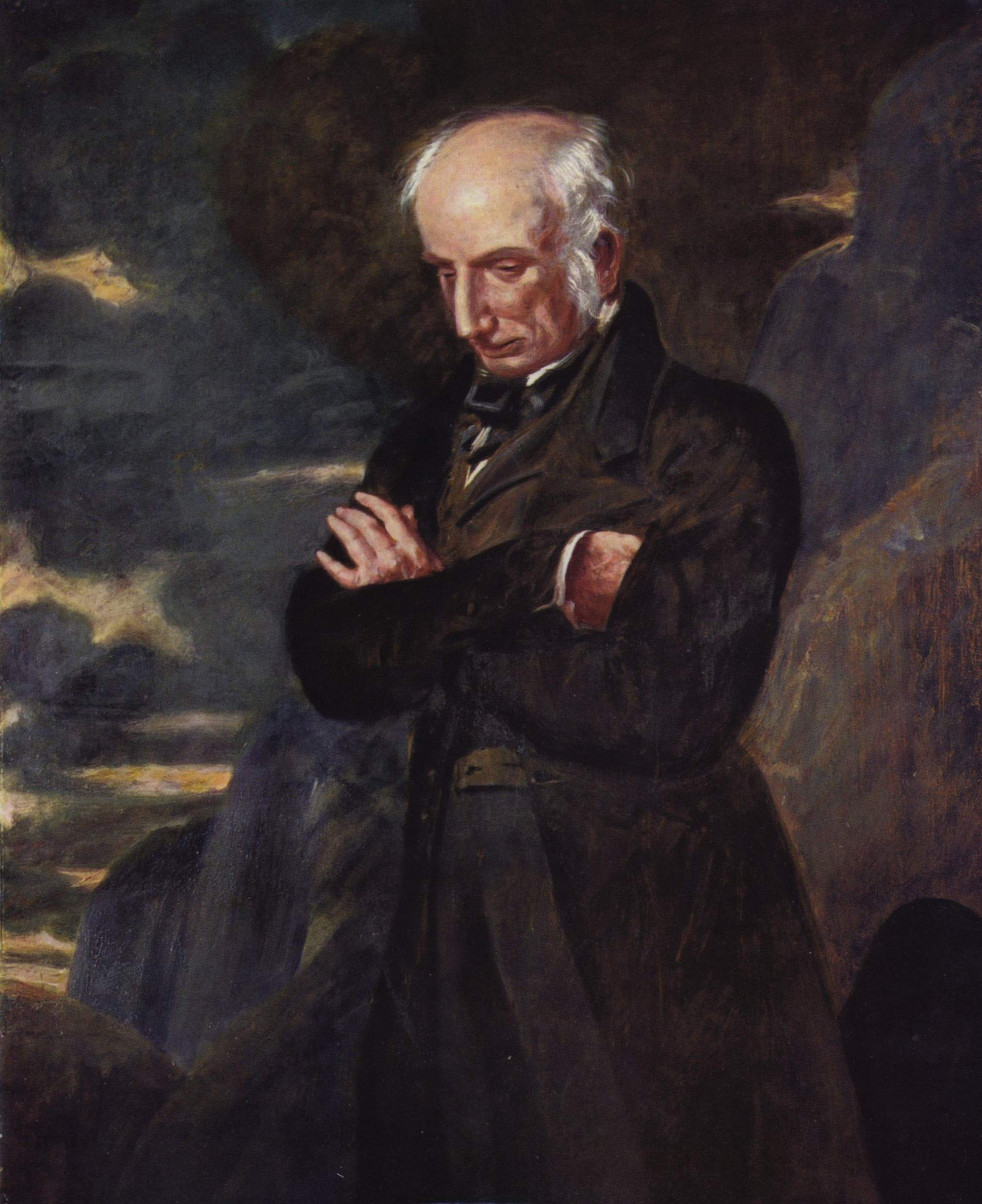
William Wordsworth.

Durant ses études, Alice Brown se passionne pour Henry David Thoreau, John Milton, Dante Gabriel Rossetti, Alfred Tennyson, John Keats et plus particulièrement William Wordsworth qui sera son inspiration littéraire majeure.

### Carrière

#### Les premiers pas
Avec son diplôme Alice Brown obtient des postes d'institutrice dans diverses écoles de campagne du New Hampshire, pour enfin obtenir un poste à Boston en 1880. La même année elle est recrutée pour faire partie du comité de rédaction du Christian Register (en), un hebdomadaire de l'American Unitarian Association,.
En 1884, Alice Brown publie son premier roman Stratford-By-The-Sea, et en 1885, elle entre au comité de rédaction du magazine pour la jeunesse The Youth's Companion (en) et en 1887, elle publie son second roman Fools of Nature, une étude de mœurs des villageois de la Nouvelle Angleterre,,.  

#### L'amitié avec Louise Imogen Guiney

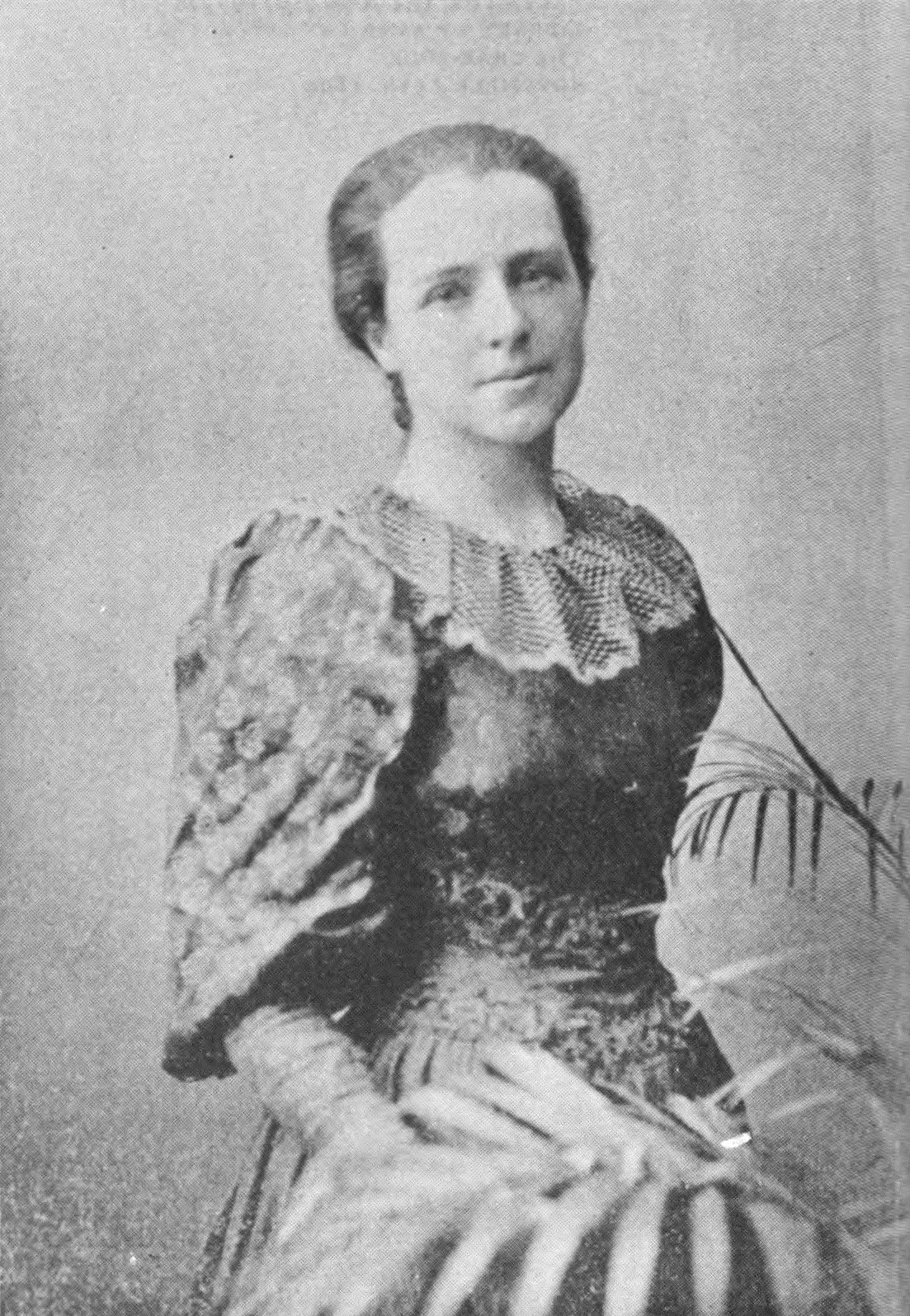
Louise Imogen Guiney.

En 1886, Alice Brown rencontre Louise Imogen Guiney, c'est le début d'une longue amitié, leurs échanges littéraires et religieux  marquent son inspiration littéraire,.  

##### Deux séjours au Royaume-Uni
En 1890, elles se rendent au Royaume-Uni, elle y passent cinq mois, à visiter les campagnes du Shropshire et du Devon, à la recherche des lieux de leurs héros littéraires comme le Roi Arthur ou Lorna Doone célébrés par le romancier Richard Doddridge Blackmore, où les terres des sœurs Brontë ; au fur et à mesure, elles notent leurs pensées et sentiments. Alice Brown publie ses impressions de voyage sous le titre de By Oak & Thorn en 1896,,. 
En 1895, Alice Brown et Louise Imogen Guiney font un second voyage au Royaume-Uni, où elles parcourent pendant dix semaines le Pays de Galles, et à nouveau le Shropshire et le Devon,.    
De retour à Boston, elles fondent la Women's Rest Tour Association (en) (WRTA) et son magazine Pilgrim Scrip, pour inciter les femmes à faire du tourisme à l'étranger. Alice Brown  devient présidente de la WRTA en 1911, charge qu'elle occupe jusqu'à sa mort,,.   

##### La collaboration littéraire
En 1894, Alice Brown coécrit Three Heroines of New England Romance avec  Louise Imogen Guiney et Harriet Elizabeth Prescott Spofford, biographies romancée de Priscilla Mullins Alden, d'Agnes Surriage Frankland (en) et de Martha Hilton, trois figures féminines  légendaires de l'époque coloniale et de l'ère des Pères pèlerins et qui ont fait l'objet de plusieurs récits notamment pour Priscilla Alden un des personnages principaux de The Courtship of Miles Standish, un poème d'Henry Wadsworth Longfellow. Three Heroines of New England Romance est illustré par le peintre Edmund H. Garrett (en),,.
En 1895, Alice Brown et Louise Imogen Guiney publient une étude sur la vie du romancier Robert Louis Stevenson, Robert Louis Stevenson: A Study,. 

#### La reconnaissance littéraire

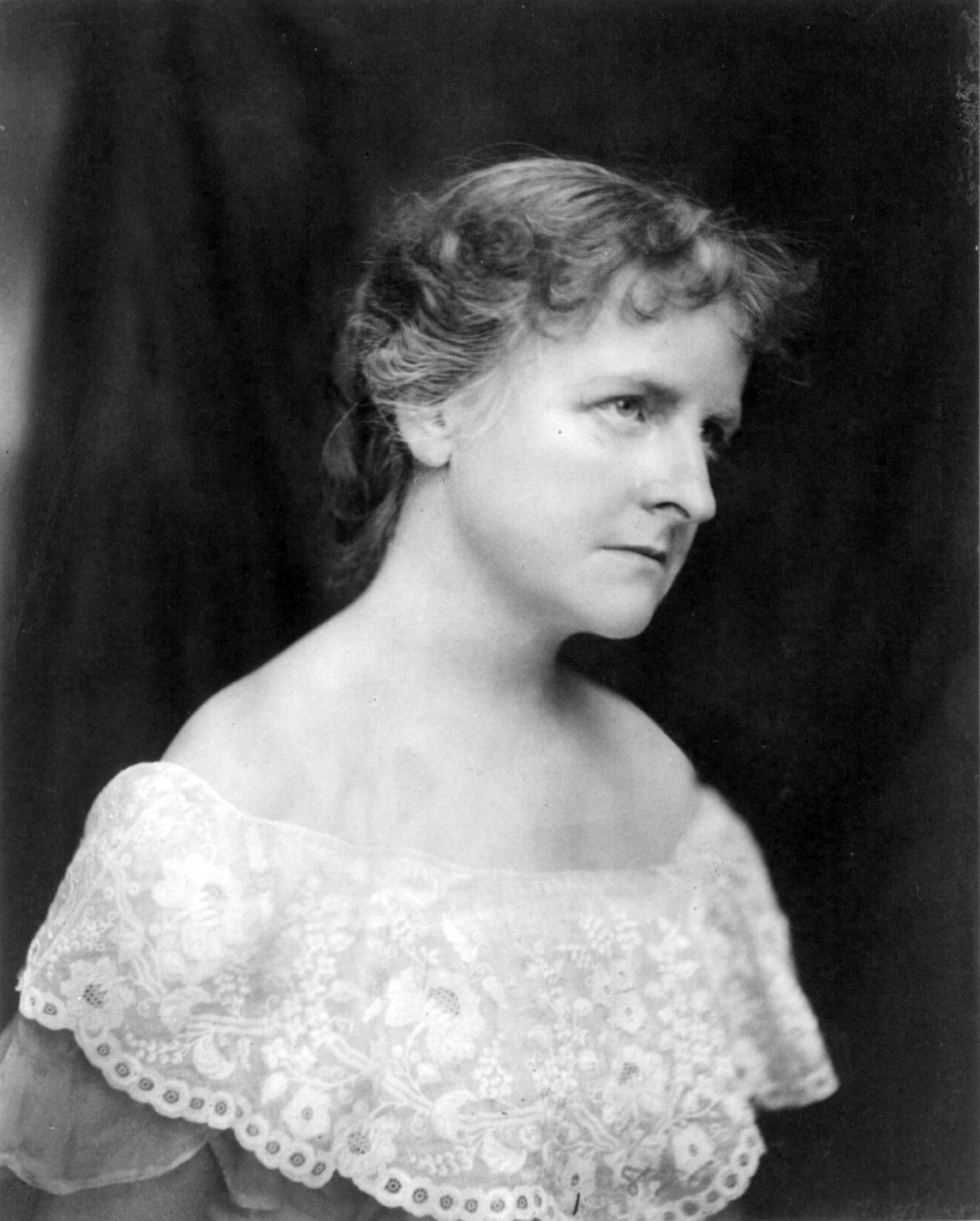
Mary Eleanor Wilkins Freeman.

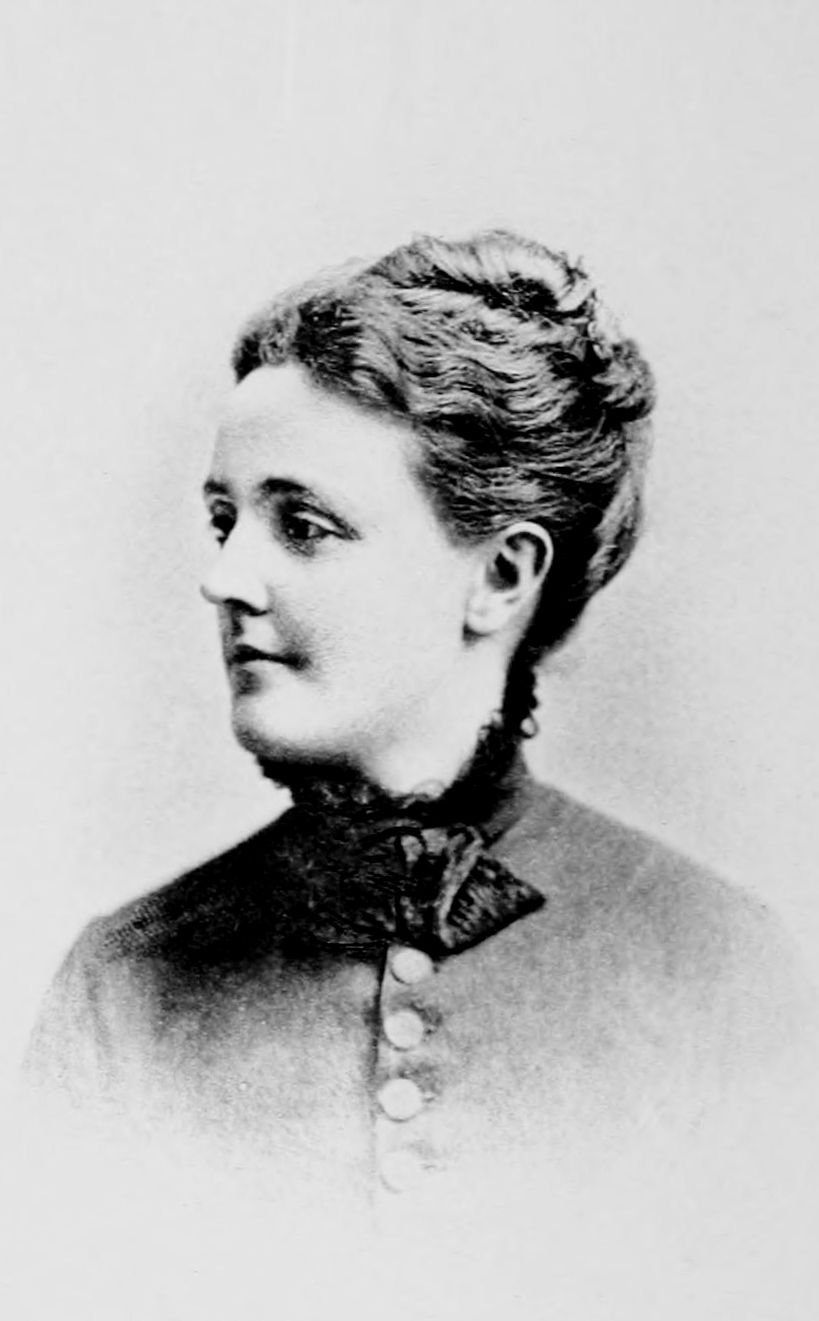
Sarah Orne Jewett.

##### L'auteure du mouvement dit «Local colour»
Avec la publication de ses recueils de nouvelles, Meadow-Grass: Tales of New England Life en 1895 et Tiverton Tales en 1899, Alice Brown est reconnue comme faisant partie des meilleures écrivaines de la Nouvelle-Angleterre, avec Sarah Orne Jewett, Rose Terry Cooke et Mary Eleanor Wilkins Freeman. Ces auteures appartiennent au courant littéraire dit de « couleur locale »  caractérisé par la description des personnages, des us et coutumes d'une région, d'un terroir, il s'agit d'un genre littéraire américain qui a pris son essor après la Guerre de Sécession et plus particulièrement chez les auteurs de la Nouvelle Angleterre. Alice Brown, Sarah Orne Jewett, Rose Terry Cooke, Mary Eleanor Wilkins Freeman font partie de ce courant aux côtés de Celia Thaxter, Rowland Robinson (en), Philander Deming et autres,,,,,. 

##### Diversification
En 1896, elle publie son recueil de poèmes The Road to Castaly suivie d'une biographie de Mercy Otis Warren figure de la révolution américaine,.
En 1904, Alice Brown publie un recueils de nouvelles empreintes de mysticisme et de parapsychologie High Noon.
Alice Brown écrit plusieurs nouvelles pour différents magazines et revues qui sont publiés dans deux recueils de nouvelles The County Road en 1906 et Country Neighbors en 1910.

#### La dramaturge
En 1914, Alice Brown aborde un tournant de sa carrière littéraire avec sa pièce Children of Earth: A Play of New England qui remporte le prix Winthrop Ames Prize d'un montant de 10 000 $, la pièce est produite par Winthrop Ames au Booth Theatre de Broadway le 12 janvier 1915. bien que primée, la critique est mitigée, si le Boston Evening Transcript (en), le New-York Tribune, The Dial (en) sont positifs et saluent la justesse des personnages, de la description de la Nouvelle Angleterre, en revanche, d'autres critiques, comme celui du New York Times estime que si le climat de Nouvelle Angleterre est admirablement dépeinte, l'histoire n'est pas convaincante, The Boston Globe l'éreinte qualifiant la pièce de « mascarade grotesque »,  aussi la pièce s'arrête en février 1915 au bout de 39 représentations,,,.
Alice Brown écrit 9 pièces de théâtre en un seul acte rédigées pour les troupes inspirées par le Little Theatre Movement (en) , pièces qui sont rassemblées pour être publiées en 1921 sous le titre de One Act Plays. Parmi ces pièces, il est à noter The Sugar House qui est montée le 30 août 1916 au Comedy Theatre par la troupe des Washington Square Players (en) et  Joint Owners in Spain qui est montée avec d'autres pièces au Waldorf Theatre de Broadway, le 6 mai 1929,.
En 1924, elle écrit une autre pièce : Charles Lamb qui ne sera jamais montée. Sa dernière œuvre est une pièce Pilgrim's Progress, un drame en cinq actes publié en 1944 en tirage limité.

#### Une nouvelle inspiration

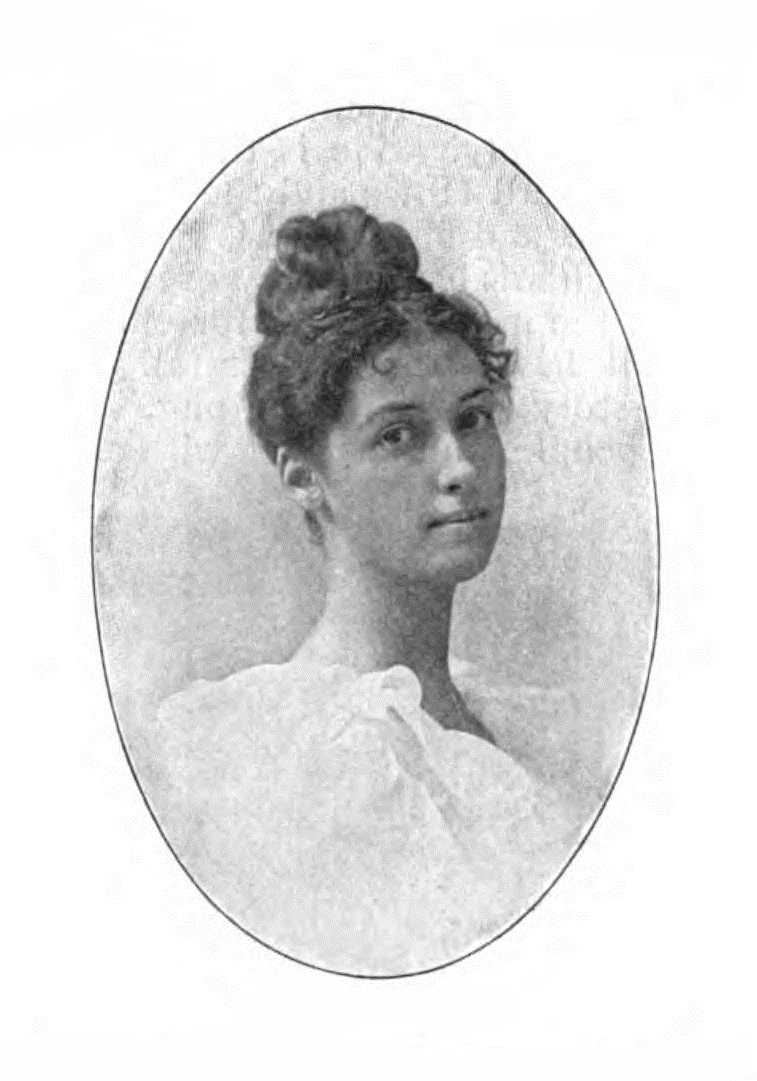
Josephine Preston Peabody.

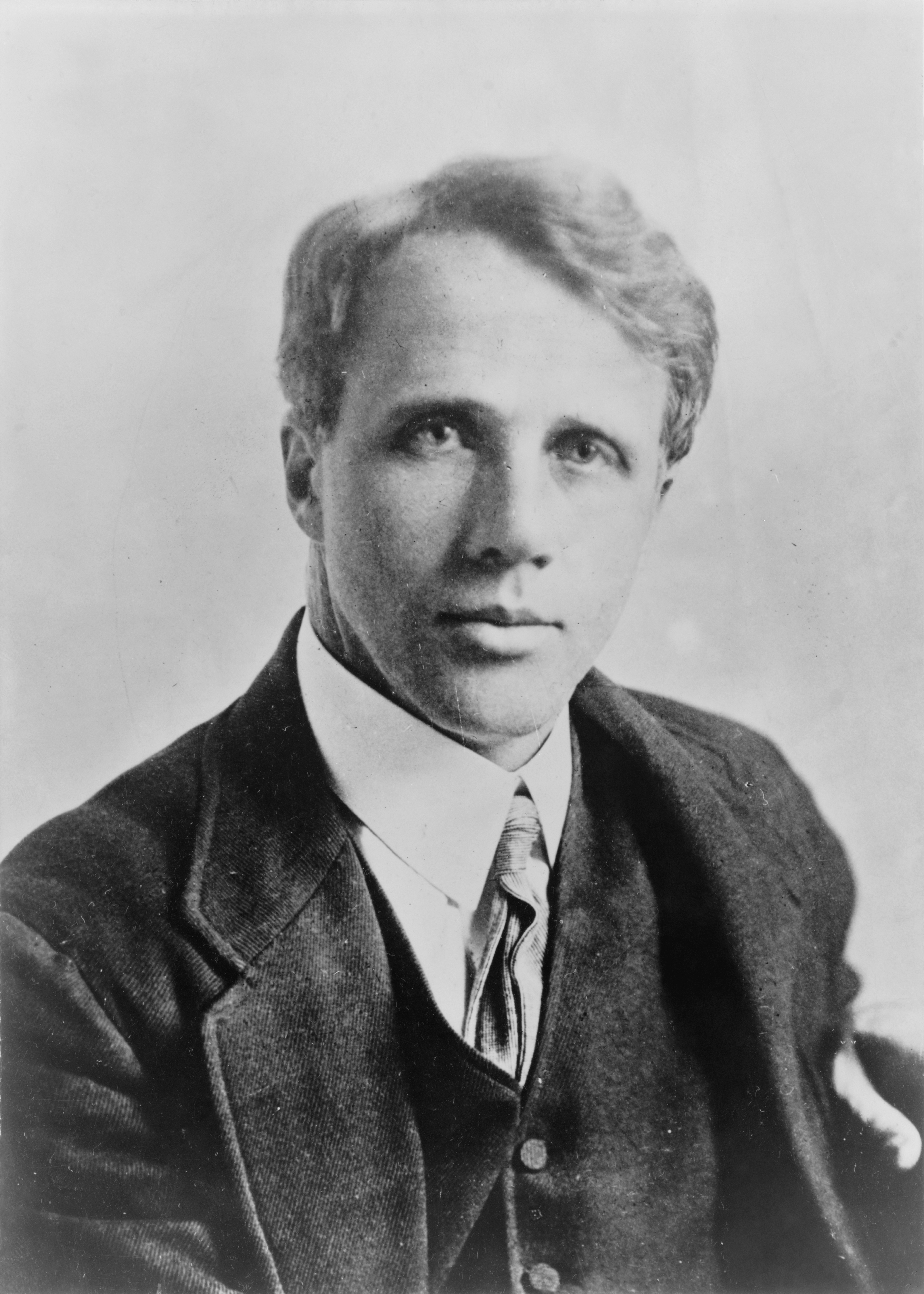
Robert Frost.

La thématique de la poésie de Josephine Preston Peabody sa vision optimiste de monde, en accord avec celle d'Alfred Tennyson, animée par la foi en un développement de la conscience spirituelle des humains pouvant s'accorder avec l'univers, selon le loi divine va inspirer les romans d'Alice Brown. Sa nouvelle écriture souligne combien les conventions sociales liées à l'ignorance des hommes empêchent d’accéder à la vérité et à la beauté du vivant, elle croit en une vision cosmique qui unit la vie spirituelle et le vivant. Sa nouvelle inspiration la rapproche du poète Robert Frost qui vient de publier North of Boston, en qui elle voit une âme-sœur,.
Ses romans décrivent les conflits entre le désir et le devoir, l'amour et le mal qui se résolvent au bout d'une tension dramatique. Dans cette veine sont à retenir Margaret Warrener, publié en 1901, My Love and I publié en 1912, romans qui décrivent la quête de l'amour comme idéal de rédemption. Les épreuves, la souffrance sont décrites à l'instar des tragédies grecques comme des passages obligés.  
Kings'End publié en 1901 et Old Crow publié en 1922, reprennent le thème fondateur de la tragédie de la lutte entre le Bien et le Mal, où ses personnages parcourent le chemin qui va de situations sordides à celle de situations tragiques et cosmiques dans leur quête du bonheur sur terre. Le New York Times cite Old Crow comme étant le meilleur roman d'Alice Brown et le critique et écrivain Hugh Walpole sélectionne Old Crow comme faisant partie des six meilleurs romans américains de l'année 1922.   

#### L'éthique et l'esthétique victoriennes contre les conventions
La poète et nouvelliste Lilian Whiting (en),estime que la vision poétique et panthéiste d'Alice Brown est sa plus haute expression, expression marquée, entre autres, par la moralité victorienne,,. Les héroïnes qu'elle campe endurent et dépassent les rebuffades liées aux conventions sociales, voire se rebellent. Les femmes célibataires sont victimes des moqueries et humiliations des hommes dans un monde fait par et pour les hommes ; thématique de deux de ses romans Rose MacLeod publié en 1908 et  The Story of Thyrza publié en 1909, héroïnes aux amours bafouées au nom des conventions mais qui gardent l'espérance au delà d'un parcours tragique.
Le poète britannique Lionel Johnson (en) rend hommage à Alice Brown à sa vision à la fois mystique et réaliste. Réaliste car Alice Brown enracine sa vision dans une description aussi réaliste que possible de ses personnages de la Nouvelle Angleterre. Ses conflits internes entre la difficulté de vivre et l'idéal imaginé perturbent ses choix esthétiques et le renouvellement de son style. L'entrée en guerre des États-Unis en 1917, l'amène à un retrait de la vie, à se marginaliser comme l'indique une interview qu'elle a accordé en octobre 1917 à Montrose Jonas Moses (en). D'après ce dernier, ce retrait de la vie sociale se remarque dans les romans The Prisoner publié en 1916 et Bromley Neighborhood publié en 1917, ces deux romans en gardant pour cadre la Nouvelle Angleterre se décalent des nouveaux romans pris dans de nouvelles thématiques plus universelles. Ce décalage la conduit vers des thématiques de plus en plus mystiques et surnaturelles.

#### Mystique tragique, conversion et fin
La nouvelle inspiration d'Alice Brown est magnifiée dans son poème Ellen Prior publié en 1923, que les critiques mettent sur un pied d'égalité avec Aurora Leigh d'Elizabeth Barrett Browning. Les critiques voient dans les deux œuvres un drame lyrique de l'âme humaine en face de la beauté environnante, qui chante l'union de l'homme à la nature et de leurs interactions. Ellen Prior est aussi un hommage à la spiritualité de François d'Assise pour qui le salut personnel est lié à celui de la nature.
Les derniers romans d'Alice Hamilton The Kingdom in the Sky, publié en 1932, Jeremy Hamlin publié en 1934 et The Willoughbys publié en 1935 sont centrés sur la relation entre l'homme et Dieu, la vie dans l'Au-delà, les liens entre l'âme et le corps. La thématique de la rédemption par la souffrance la tourne de plus vers la foi catholique, la rédemption chrétienne étant pour elle un prolongement de la tragédie grecque. C'est au bout d'un long cheminement qu'elle se convertit au catholicisme à la fin de sa vie.  

### Vie privée
En 1948, Alice Brown décède des suites d'une hémorragie cérébrale au Massachusetts General Hospital de Boston.

## Œuvres
Note : quand une œuvre est suivie d'un identifiant ISBN, cela signifie qu'elle a fait l'objet de rééditions récentes souvent sous forme de fac-similé, l'identifiant est celui, en principe, de la réédition la plus récente, sans préjuger d'autres rééditions antérieures ou ultérieures.

### Théâtre
- Children of Earth: A Play of New England, New York, The Macmillan company, 1915, 250 p. (ISBN 9780267297870, lire en ligne),
- The Loving Cup: A Play in One Act, Boston, Walter.H. Baker & Co, 1918, 28 p. (ISBN 9781333084165, lire en ligne),
- One Act Plays, New York, The Macmillan company, 1921, 252 p. (ISBN 9780342120338, lire en ligne),
- Charles Lamb; a Play, New York, Macmillan, 1924, 140 p. (OCLC 1031746958, lire en ligne),
- Joint Owners in Spain, Boston, Walter H. Baker, 1925, 26 p. (OCLC 702322389, lire en ligne),
- Pilgrim's progress, Boston, Thomas Todd Co, 1944, 146 p. (OCLC 1281005).

### Romans
- Stratford-By-The-Sea, New York, Henry Holt and Company, 1884, 328 p. (ISBN 9781330590522, lire en ligne),
- Fools of Nature, Boston, Ticknor and Company, 1887, 440 p. (ISBN 9781330633793, lire en ligne),
- The Day of His Youth, Boston & New York, Houghton, Mifflin and Co, 1897, 156 p. (ISBN 9780526655335, lire en ligne),
- April Showers, Philadelphie, J.B. Lippincott Co., 1900, 122 p. (OCLC 952581449, lire en ligne),
- Margaret Warrener, Boston & New York, Houghton, Mifflin and Company, 1901, 520 p. (ISBN 9781331407478, lire en ligne),
- King's End, Boston & New York, Houghton, Mifflin and Company, 1901, 266 p. (ISBN 9781377341828, lire en ligne),
- Judgment: A Novel, New York & Londres, Harper & Brothers, 1903, 228 p. (ISBN 9781330524619, lire en ligne),
- The Mannerings, Boston & New York, Houghton, Mifflin and Company, mars 1903, 404 p. (ISBN 9781331070177, lire en ligne),
- Paradise, Boston, Houghton, Mifflin and Co, 1905, 400 p. (ISBN 9780483970649, lire en ligne),
- The Court of Love, Boston & New York, Houghton, Mifflin, 1906, 240 p. (ISBN 9781332719082, lire en ligne),
- Rose MacLeod, Boston, New York, Houghton, Mifflin, 1908, 426 p. (ISBN 9780526778102, lire en ligne),
- The Story of Thyrza, Boston & New York, Houghton Mifflin Company, 1909, 346 p. (ISBN 9780469532199, lire en ligne),
- John Winterbourne's Family, Boston & New York, Houghton Mifflin Company, 1910, 470 p. (ISBN 9780530563312, lire en ligne),
- My Love and I, New York, Macmillan, 1912, 400 p. (ISBN 9780483130593, lire en ligne),
- The Secret of the Clan: A Story for Girls  (ill. Sarah K Smith), New York, Macmillan Company, 1912, 366 p. (ISBN 9781331489047, lire en ligne),
- Robin Hood's Barn  (ill. Horace T Carpenter), New York, The Macmillan Company, 1913, 262 p. (ISBN 9780649128631, lire en ligne),
- The Prisoner, New York, The Macmillan Company, 1916, 486 p. (ISBN 9798734924709, lire en ligne),
- Bromley Neighborhood, New York, Macmillan Company, 1917, 440 p. (ISBN 9781528589550, lire en ligne),
- The Black Drop, New York, The Macmillan Company, 1919, 412 p. (ISBN 9780530829401, lire en ligne),
- The Wind Between the Worlds, New York, MacMillan, 1920, 270 p. (ISBN 9780266208051, lire en ligne),
- Old Crow, New York, Macmillan, 1922, 552 p. (ISBN 9781531215156, lire en ligne),
- The Mysteries of Ann, New York, The Macmillan Company, 1925, 274 p. (OCLC 951538, lire en ligne),
- Dear Old Templeton, New York, Macmillan Company, 1927, 482 p. (OCLC 613193560, lire en ligne),
- The Kingdom in the Sky, New York, The Macmillian Company, 1932, 374 p. (OCLC 613216924, lire en ligne),
- Jeremy Hamlin, New York, D. Appleton Century Company, 1934, 327 p. (OCLC 950920),
- The Willoughbys, New York, D. Appleton-Century Co, 1935, 309 p. (OCLC 24978032, lire en ligne),

### Recueils de poèmes
- The Road to Castaly: And Later Poems, Boston, Copeland & Day, 1896, 96 p. (ISBN 9781334690310, lire en ligne),
- Ellen Prior, New York, Macmillan, 1923, 200 p. (ISBN 9780483474567, lire en ligne),

### Récits
- By Oak & Thorn, Boston, Houghton, Mifflin, 1896, 246 p. (ISBN 9780469802414, lire en ligne),
- A Summer in England: With a Continental Supplement; A Hand Book for the Use of American Women, Boston, Beacon press, 1896, 104 p. (ISBN 9781333467401, lire en ligne),
- The Rose of Hope, Cambridge, Massachusetts, J. Wilson and Son, Printers, 1896, 41 p. (ISBN 9781330562581, lire en ligne),

### Recueils de nouvelles
- Meadow Grass, Boston, Copeland and Day, 1895, 336 p. (ISBN 9780530532783, lire en ligne),
- Tiverton Tales, Boston & New York, Houghton, Mifflin, 1899, 360 p. (ISBN 9798735738886, LCCN 99001940, lire en ligne),
- High Noon, Boston & New York, Houghton, Mifflin, avril 1904, 330 p. (ISBN 9781330693520, lire en ligne),
- The County Road, Boston & New York, Houghton, Mifflin and Company, 1906, 364 p. (ISBN 9781332719082, lire en ligne),
- Country Neighbors, Boston, Houghton Mifflin, 1910, 380 p. (ISBN 9798569551958, lire en ligne),
- The One-Footed Fairy, and Other Stories, Boston & New York, Houghton Mifflin company, 1911, 228 p. (ISBN 9781376795950, lire en ligne),
- Vanishing Points, New York, MacMillan, avril 1913, 366 p. (ISBN 9781528281621, lire en ligne),
- The Flying Teuton and Other Stories, New York, The Macmillan Company, 1918, 344 p. (ISBN 9780526667796, lire en ligne),
- Homespun and Gold, New York, The Macmillan company, 1920, 320 p. (ISBN 9781013754289, lire en ligne),

### Biographies
- Alice Brown, Louise Imogen Guiney,  Harriet Prescott Spofford (ill. Edmund H. Garrett), Three Heroines of New England Romance, Boston, Little, Brown and Company, 1894, 186 p. (ISBN 9780649033287, lire en ligne),
- Alice Brown & Louise Imogen Guiney, Robert Louis Stevenson: A Study, Boston, Copeland and Day, 1895, 56 p. (ISBN 9781371942502, lire en ligne),
- Mercy Warren, New York, Charles Scribner's Sons, 1896, 346 p. (ISBN 9780530874593, lire en ligne),
- Louise Imogen Guiney, New York, The Macmillan company, 1921, 128 p. (ISBN 9780666939517, lire en ligne),

## Archives
Les archives d'Alice Brown sont déposées et consultables auprès de la Bibliothèque Beinecke de livres rares et manuscrits de l'université Yale, et la bibliothèque et de l'université du New Hampshire,.